# Primeira Liga 2007-2008
La Primeira Liga 2007-2008, nota come BWIN Liga 2007-2008 per ragioni di sponsorizzazione, è stata la 74ª edizione della massima serie del campionato portoghese di calcio. Il campionato è iniziato il 17 agosto 2007 ed è terminato l'11 maggio 2008.
Il campionato è stato vinto del Porto per la 23ª volta nella sua storia, la terza consecutiva. Il capocannoniere del torneo è stato Lisandro López del Porto, con 24 reti segnate. L'União Leiria e il Boavista sono stati retrocessi in Segunda Liga.

## Stagione

### Novità
Dalla precedente stagione sono stati retrocessi il Beira-Mar e il Desp. Aves. Sono state promosse dalla Segunda Liga il Leixões e il Vitória Guimarães.

### Formato
Le 16 squadre partecipanti si affrontano in un girone di andata e ritorno, per un totale di 30 giornate.

La squadra campione di Portogallo e la seconda classificata hanno il diritto a partecipare alla fase a gironi della UEFA Champions League 2008-2009.

La squadra classificata al terzo posto è ammessa al terzo turno di qualificazione della UEFA Champions League 2008-2009.

Le squadre classificate al quarto e al quinto posto sono ammesse al primo secondo turno della Coppa UEFA 2008-2009, assieme alla squadra vincitrice della Taça de Portugal 2007-2008.

La squadra classificata al sesto posto è ammessa alla Coppa Intertoto 2008.

Le squadre classificate agli ultimi due posti (15º e 16º posto) retrocedono in Segunda Liga.

### Avvenimenti

#### Caso Meyong
Nel corso della 16ª giornata nella partita vinta per 2-1 sul Naval, il Belenenses aveva schierato indebitamente il calciatore Albert Meyong. Di conseguenza, la Commissione Disciplinare della FPF diede al Belenenses partita persa a tavolino e 3 punti di penalizzazione da scontare nel presente campionato.

#### Caso Fischietto d'oro
A seguito di indagini relative a casi di corruzione di arbitri risalenti alla stagione 2003-2004, il 9 maggio 2008 la Commissione Disciplinare della FPF emise i seguenti verdetti:
- retrocessione del Boavista in Segunda Liga 2008-2009;
- 6 punti di penalizzazione al Porto, da scontare nella stagione 2007-2008;
- sospensione di 1 anno per Pinto da Costa, presidente del Porto.

Il Paços de Ferreira, classificatosi al 15º posto e inizialmente retrocesso, fu successivamente ripescato.

Successivamente, la Commissione Disciplinare della UEFA escluse il Porto dalla UEFA Champions League 2008-2009. Dopo l'appello presentato dal Porto, la UEFA riammise il Porto alla Champions League 2008-2009 perché il procedimento disciplinare in Portogallo non era stato ancora completato.

## Squadre partecipanti
| Club              | Città             | Stadio                              | Risultato Stagione 2006-2007 |
| ----------------- | ----------------- | ----------------------------------- | ---------------------------- |
| Académica         | Coimbra           | Stadio Città di Coimbra             | 13º posto in Primeira Liga   |
| Belenenses        | Lisbona           | Estádio do Restelo                  | 5º posto in Primeira Liga    |
| Benfica           | Lisbona           | Estádio da Luz                      | 3º posto in Primeira Liga    |
| Boavista          | Porto             | Estádio do Bessa Século XXI         | 9º posto in Primeira Liga    |
| Braga             | Braga             | Stadio comunale di Braga            | 4º posto in Primeira Liga    |
| Estrela Amadora   | Amadora           | Estádio José Gomes                  | 10º posto in Primeira Liga   |
| Leixões           | Matosinhos        | Estádio do Mar                      | 1º posto in Segunda Liga     |
| Marítimo          | Funchal           | Estádio dos Barreiros               | 12º posto in Primeira Liga   |
| Nacional          | Funchal           | Estádio da Madeira                  | 8º posto in Primeira Liga    |
| Naval             | Figueira da Foz   | Estádio Municipal José Bento Pessoa | 11º posto in Primeira Liga   |
| Paços Ferreira    | Paços de Ferreira | Estádio da Mata Real                | 6º posto in Primeira Liga    |
| Porto             | Porto             | Estádio do Dragão                   | Campione del Portogallo      |
| Sporting Lisbona  | Lisbona           | Stadio José Alvalade                | 2º posto in Primeira Liga    |
| União Leiria      | Leiria            | Estádio Dr. Magalhães Pessoa        | 7º posto in Primeira Liga    |
| Vitória Guimarães | Guimarães         | Estádio D. Afonso Henriques         | 2º posto in Segunda Liga     |
| Vitória Setúbal   | Setúbal           | Estádio do Bonfim                   | 14º posto in Primeira Liga   |

## Classifica finale
|  | Pos. | Squadra           | Pt | G  | V  | N  | P  | GF | GS | DR  |
|  | ---- | ----------------- | -- | -- | -- | -- | -- | -- | -- | --- |
|  | 1.   | Porto             | 69 | 30 | 24 | 3  | 3  | 60 | 13 | +47 |
|  | 2.   | Sporting Lisbona  | 55 | 30 | 16 | 7  | 7  | 46 | 28 | +18 |
|  | 3.   | Vitória Guimarães | 53 | 30 | 15 | 8  | 7  | 35 | 31 | +4  |
|  | 4.   | Benfica           | 52 | 30 | 13 | 13 | 4  | 45 | 21 | +24 |
|  | 5.   | Marítimo          | 46 | 30 | 14 | 4  | 12 | 38 | 26 | +12 |
|  | 6.   | Vitória Setúbal   | 45 | 30 | 11 | 12 | 7  | 37 | 33 | +4  |
|  | 7.   | Braga             | 41 | 30 | 10 | 11 | 9  | 32 | 34 | -2  |
|  | 8.   | Belenenses        | 40 | 30 | 11 | 10 | 9  | 37 | 33 | +4  |
|  | 9.   | Boavista          | 36 | 30 | 8  | 12 | 10 | 32 | 41 | -9  |
|  | 10.  | Nacional          | 35 | 30 | 9  | 8  | 13 | 23 | 28 | -5  |
|  | 11.  | Naval             | 34 | 30 | 9  | 7  | 14 | 26 | 47 | -21 |
|  | 12.  | Académica         | 32 | 30 | 6  | 14 | 10 | 31 | 38 | -7  |
|  | 13.  | Estrela Amadora   | 31 | 30 | 6  | 13 | 11 | 29 | 41 | -12 |
|  | 14.  | Leixões           | 26 | 30 | 4  | 14 | 12 | 27 | 37 | -10 |
|  | 15.  | Paços Ferreira    | 25 | 30 | 6  | 7  | 17 | 31 | 49 | -18 |
|  | 16.  | União Leiria      | 16 | 30 | 3  | 7  | 20 | 25 | 53 | -28 |

      Campione del Portogallo e ammessa alla UEFA Champions League 2008-2009

      Ammesse alla UEFA Champions League 2008-2009

      Ammesse alla Coppa UEFA 2008-2009

      Ammesse alla Coppa Intertoto 2008

Tre punti a vittoria, uno a pareggio, zero a sconfitta.
La classifica viene stilata secondo i seguenti criteri:
- Punti conquistati
- Punti conquistati negli scontri diretti
- Differenza reti negli scontri diretti
- Reti realizzate in trasferta negli scontri diretti
- Differenza reti generale
- Partite vinte
- Reti totali realizzate
- Spareggio

Porto 6 punti di penalizzazione 
Belenenses 3 punti di penalizzazione 

## Statistiche

### Record
- Maggior numero di vittorie: Porto (24)
- Minor numero di sconfitte: Porto (3)
- Miglior attacco: Porto (60)
- Miglior difesa: Porto (13)
- Miglior differenza reti: Porto (+47)
- Maggior numero di pareggi: Academica e Leixões (14)
- Minor numero di vittorie: União Leiria (3)
- Maggior numero di sconfitte: União Leiria (20)
- Peggiore attacco: Nacional (23)
- Peggior difesa: União Leiria (53)
- Peggior differenza reti: União Leiria (-28)

### Classifica marcatori
| Gol |  |  | Giocatore      | Squadra          |
| --- |  |  | -------------- | ---------------- |
| 24  |  |  | Lisandro López | Porto            |
| 13  |  |  | Óscar Cardozo  | Benfica          |
| 12  |  |  | Weldon         | Belenenses       |
| 11  |  |  | Wesley         | Paços Ferreira   |
| 11  |  |  | Liédson        | Sporting Lisbona |
| 11  |  |  | Roland Linz    | Braga            |
| 10  |  |  | Marcelinho     | Naval            |

## Verdetti finali
- Porto campione di Portogallo 2007-2008 e ammesso alla fase a gironi della UEFA Champions League 2008-2009.
- Sporting CP ammesso alla fase a gironi della UEFA Champions League 2008-2009.
- Vitória de Guimarães qualificato al terzo turno preliminare della UEFA Champions League 2008-2009.
- Benfica, Marítimo e Vitória de Setúbal qualificati al primo turno della Coppa UEFA 2008-2009.
- Braga qualificato alla Coppa Intertoto 2008.
- Boavista e União Leiria retrocessi in Segunda Liga 2008-2009.